# نهائي كأس رابطة الأندية الإنجليزية المحترفة 2014
نهائي كأس رابطة الأندية الإنجليزية المحترفة 2014 هي المباراة النهائية من منافسة كأس رابطة الأندية الإنجليزية المحترفة 2013–14، أقيمت المباراة في 2 مارس 2014، في ملعب ويمبلي، بين فريقي مانشستر سيتي، ونادي سندرلاند، وفاز فيها مانشستر سيتي، بعد أن هزم نادي سندرلاند، بنتيجة 3 - 1، وكان حكم المباراة مارتين أتكينسون.

## تفاصيل المباراة
لعبت المباراة النهائية في 2 مارس 2014.
| مانشستر سيتي | 3 -1 | نادي سندرلاند |
| ------------ | ---- | ------------- |
|              |      |               |